# Saul Weigopwa
Saul Weigopwa (né le 14 juin 1984 à Song) est un athlète nigérian spécialiste du 200 mètres et du 400 mètres. Il remporte ses seules médailles internationales lors de relais 4 × 400 mètres.

## Carrière

### Palmarès
| Date | Compétition            | Lieu        | Résultat | Épreuve   | Performance   |
| ---- | ---------------------- | ----------- | -------- | --------- | ------------- |
| 2004 | Championnats d'Afrique | Brazzaville | 2e       | 4 × 400 m | 3 min 02 s 66 |
| 2004 | Jeux olympiques d'été  | Athènes     | 3e       | 4 × 400 m | 3 min 00 s 90 |
| 2007 | Jeux africains         | Alger       | 2e       | 4 × 400 m | 3 min 03 s 99 |
| 2009 | Championnats du monde  | Berlin      | 8e       | 4 × 400 m | 3 min 02 s 73 |
| 2010 | Championnats d'Afrique | Nairobi     | 7e       | 400 m     | 45 s 93       |
| 2010 | Championnats d'Afrique | Nairobi     | 3e       | 4 × 400 m | 3 min 06 s 53 |
| 2012 | Championnats d'Afrique | Porto-Novo  | 1er      | 4 × 400 m | 3 min 02 s 39 |

### Records
| Épreuve    | Performance | Lieu     | Date            |
| ---------- | ----------- | -------- | --------------- |
| 200 mètres | 22 s 02     | Debrecen | 14 juillet 2001 |
| 300 mètres | 33 s 29     | Prague   | 13 juin 2005    |
| 400 mètres | 45 s 00     | Ratingen | 27 juin 2004    |
| 400 mètres | 45 s 00     | Abuja    | 10 juillet 2004 |